# NMBのミタイ!シリタイ!大阪府議会
『NMBのミタイ!シリタイ!大阪府議会』（エヌエムビーのミタイ!シリタイ!おおさかふぎかい）は、2018年1月7日から3月25日まで関西テレビで放送されていた大阪府の行政広報番組。放送時間は毎週日曜日11:45 - 11:50。
本項では『NMBのミタイ!シリタイ!大阪府議会』の続編番組である『NMBの教えて!大阪府議会』についても述べる。

## 概要
NMB48のメンバーが、2025年の実現を目指す「大阪万博」誘致や大阪府民が安心・安全に暮らせる街づくりに関して、議員に質問して、府議会の取り組みをわかりやすく伝える番組である。

## NMBの教えて!大阪府議会
2018年10月7日から12月23日まで毎週日曜日14:54 - 15:00に放送されていた大阪府の行政広報番組。
大阪府議会議員が大阪の成長に向けた取り組みや安全・安心に暮らせる街づくりについて、クイズを交えながら一緒にわかりやすく伝えていく。

## 出演者
- NMB48

## 放送日程
NMBのミタイ!シリタイ!大阪府議会
| 回 | 放送日        | テーマ                                              | 出演者   |
| -- | ------------- | --------------------------------------------------- | -------- |
| 1  | 2018年 1月7日 | 大阪府議会の役割                                    | 渋谷凪咲 |
| 2  | 1月14日       | 大阪初の世界遺産誕生へ! 百舌鳥・古市古墳群          | 内木志   |
| 3  | 1月21日       | 大阪で万博を再び 夢の実現に向けて私たちにできること | 山本彩   |
| 4  | 1月28日       | 個性豊かな才能を発掘!大阪府の障がい者支援           | 谷川愛梨 |
| 5  | 2月4日        | 安心して暮らせる大阪に! 地域の安全を守る防犯対策    | 白間美瑠 |
| 6  | 2月11日       | 世界に存在感を示す大阪に! 大阪府のブランド力向上    | 川上千尋 |
| 7  | 2月18日       | 世界へ発信! ラグビーワールドカップ2019              | 城恵理子 |
| 8  | 2月25日       | 最先端の都市医療へ! みんなの命が輝く大阪に          | 沖田彩華 |
| 9  | 3月4日        | 大阪の血か巨大施設に潜入! 府民の命を守る防災対策    | 加藤夕夏 |
| 10 | 3月11日       | 親と子の笑顔があふれる街へ 大阪府の子育て・教育支援 | 山尾梨奈 |
| 11 | 3月18日       | つながる快適・安全・未来 不眠の生活を支える道路整備 | 久代梨奈 |
| 12 | 3月25日       | より開かれた大阪府議会をめざして                    | 村瀬紗英 |

NMBの教えて!大阪府議会
| 回 | 放送日         | テーマ                                   | 出演者               |
| -- | -------------- | ---------------------------------------- | -------------------- |
| 1  | 2018年 10月7日 | 大阪府議会の役割                         | 内木志、山尾梨奈     |
| 2  | 10月14日       | 2019年G20大阪サミット開催に向けて        | 川上千尋、堀詩音     |
| 3  | 10月21日       | 府民の生活を支える交通ネットワークの整備 | 渋谷凪咲、久代梨奈   |
| 4  | 10月28日       | 大阪府の都市魅力を世界に発信             | 植村梓、磯佳奈江     |
| 5  | 11月4日        | 笑顔があふれ子育てしたくなるまちへ       | 川上礼奈、石塚朱莉   |
| 6  | 11月11日       | 障がい者のための就労支援                 | 太田夢莉、城恵理子   |
| 7  | 11月18日       | がん治療の最先端都市・大阪               | 小嶋花梨、三田麻央   |
| 8  | 11月25日       | 府民の命を守る防災対策                   | 吉田朱里、石田優美   |
| 9  | 12月2日        | 地域の安全を守る防犯対策                 | 加藤夕夏、井尻晏菜   |
| 10 | 12月9日        | 大阪初の世界文化遺産誕生へ               | 林萌々香、明石奈津子 |
| 11 | 12月16日       | 健康と医療の最先端のまちへ               | 鵜野みずき、古賀成美 |
| 12 | 12月23日       | より開かれた大阪府議会をめざして         | 大段舞依、水田詩織   |